# HD 61603
HD 61603，又名BD+23 1780，SAO 79607、HR 2951，是一颗恒星，视星等为5.89，位于銀經196.92，銀緯20.73，其B1900.0坐标为赤經7h 34m 59.2s，赤緯+23° 20.73′ 59″。